# Hodiș, Arad
Hodiș este un sat în comuna Bârsa din județul Arad, Crișana, România.